# 1935 au Manitoba
Chronologie du Manitoba
- 1931
- 1932
- 1933
- 1934
- 1935
- 1936
- 1937
- 1938
- 1939

Cette page concerne les événements survenus en 1935 dans la province canadienne du Manitoba.

## Politique
- Premier ministre : John Bracken
- Chef de l'Opposition :
- Lieutenant-gouverneur : William Johnson Tupper
- Législature :

## Naissances

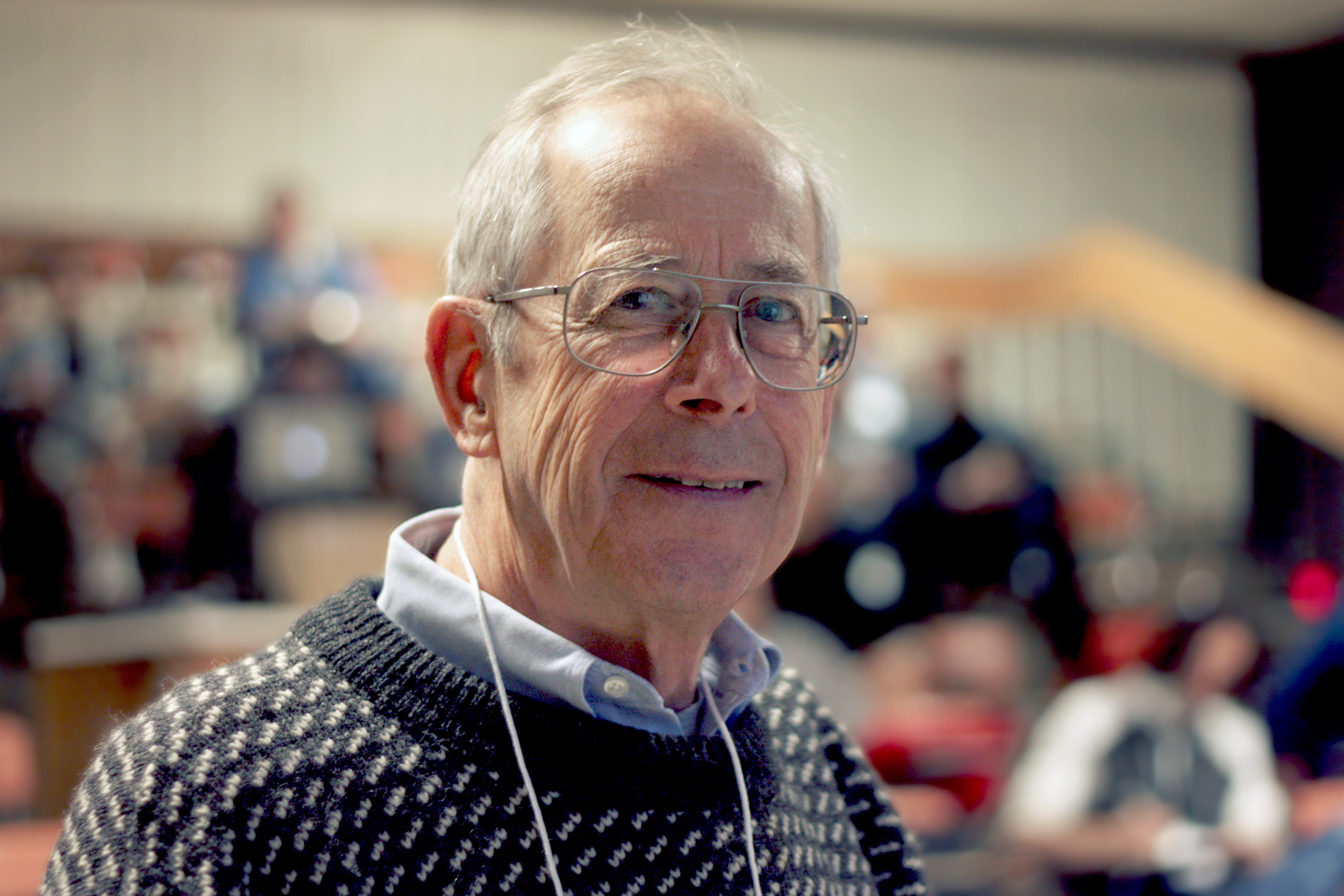
Jim Peebles.

- 25 avril : James « Jim » Peebles (né Philip James Edwin Peebles[1] né à Winnipeg), cosmologiste américain d'origine canadienne.

- 2 juin : Carol Shields, née Carol Ann Warner à Oak Park (Illinois) et morte le 16 juillet 2003 à Victoria (Colombie-Britannique), romancière canadienne d'origine américaine.

- 21 décembre : Edward Richard Schreyer, né à Beauséjour, a été député à la législature du Manitoba et député du Nouveau Parti démocratique à la Chambre des communes du Canada de 1965 à 1969. Il fut le Premier ministre du Manitoba de 1969 à 1977 et le vingt-deuxième gouverneur général du Canada de 1979 à 1984.